# エリック・マーティン
エリック・マーティン（Eric Martin、1960年10月10日 - ）は、アメリカ合衆国出身のロックミュージシャン、シンガーソングライター。
ハードロック・バンド「MR. BIG」のメンバー。ソロのボーカリストとしても活動。日本のレーベルから多くの作品を発表しており、外部にも数多くの客演がある。

## 来歴
※出典、

### 生い立ち
ニューヨーク州ロングアイランド生まれだが父親が軍人であったため、台湾、ワシントン、カンサスと移り住み、多感な少年期はヨーロッパで過ごした。イタリアに住んでいた頃にロックに触れ、ドラマー、またシンガーとしてカバー・バンド活動をしていた。ジャズ・ドラマーだった父の影響で、10代の頃はドラムをプレイしていた。ある日、バンドのシンガーよりも上手く歌える気がして歌ってみたところ、好評だったことからシンガーに転向したという。初めて観に行ったコンサートはアメリカ。2度目はクイーン。
ERIC MARTIN BAND
エリックが15歳頃に一家はアメリカ・サクラメントに移住。サクラメントでのバンド活動から始め、やがてサンフランシスコの人気バンド「KID COURAGE」に加入した。この時、後に長きに渡りエリックのマネージャーを務めることになる、サンディ・アインシュタインと出会っている。サンディによれば、KID COURAGEに電話で応募してきたエリックは、声の印象で女の子かと思った、実際に会ったらチンピラのようだった、という。しかし、「スター気取りで素行が悪い」という理由でKID COURAGEを解雇される。
一度ロサンゼルスに移った後にサンフランシスコへ戻り、「MILE HI」に加入し、バンド名を「415」（サンフランシスコの電話の市外局番が由来）と改め活動。このバンドもサンディが担当しており、ハービー・ハバート率いる「ナイトメア・マネージメント」に所属、エレクトラからデビューする際にマネージャーの提案でERIC MARTIN BANDと改名し、1983年に『SUCKER FOR A PRETTY FACE』を発表。
同1983年、日本のハードロックバンドEARTHSHAKERのサンフランシスコでのレコーディングに参加し、キーボードを弾いたが、アルバムには収録されなかった。この時、音楽評論家伊藤政則と対面している。以降、AC/DCの初めてのアメリカ・ツアーや、エディ・マネー、ZZトップ、ナイト・レンジャーなどの前座を務めるなどの実績をつんだものの、エリックはバンドに向上心がないとして解散を選択する。
ソロ
ERIC MARTIN BANDの解散後はヴァン・ヘイレン、ジャーニーなどの大物バンドへの加入が噂されたが、どれも実現しなかった。当時同じナイトメア・マネージメントに所属していたジャーニーのギタリスト、ニール・ショーンの支援を受け、共作・共演した「I Can't Stop The Fire」が映画「TEACHERS」のサントラに収録された（1984年）。同じくニールと共作したバラード「Just One Night」が評価されキャピトルとのソロ契約を獲得し、当時のトップ・セッション・ミュージシャン達を起用したAOR作品を制作した。1作目の『ERIC MARTIN』（1985年）は、ニールとの共作曲を核にテンションの高いアルバムに仕上がり、アメリカでゴールド・ディスクを獲得するヒットとなった。1986年公開の映画『アイアン・イーグル』で、飛行機が離陸し、美しい景観が広がった瞬間、パイロットがカセットのスイッチを入れると「Eyes Of The World」が軽快に流れだす場面がある。
しかし2作目の『I'M ONLY FOOLING MYSELF』（1987年）はセールスが振るわず、曲作りに関わらせてもらえなかった事でも、エリックにとって大きな不満を残す作品となった。この頃キャピトルの体制が変わり、エリックとの契約を決めた人物がキャピトルを去ったことも重なってしまい、契約を打ち切られてしまう。

### MR. BIG結成～解散
1986年頃、『ERIC MARTIN』収録の「Secrets In The Dark」と「Just One Night」に参加してもらった縁もあったギタリスト、スティーヴ・ルカサーを擁するTOTOのリハーサルに参加し、正式加入を希望したが、ジェフ・ポーカロの「まだ精神的に若すぎる」という反対により実現しなかった。ソロ活動にも行き詰まり、「こんなことを冗談で言うのはきつ過ぎるかもしれないけど、ゴールデン・ゲート・ブリッジから身を投げようと思ったことだって、なかったわけじゃない」というほどの失意の日々を送る中、早弾きギタリストの発掘で知られる「Shrapnel」のマイク・ヴァーニーを通じて、ビリー・シーンと出会い、ポール・ギルバート、パット・トーピーと共にMR. BIGを結成。アトランティックと契約し、1989年にアルバム『MR. BIG』でデビュー。ブラック・フィーリング溢れる歌声はハード・ロック、ヘヴィ・メタル界で高く評価され、ユニセックスなキャラクターと共にとりわけ日本でアイドル的人気を獲得した。
MR. BIG結成後も断続的にソロ活動を行っており、LYNYRD SKYNYRDやサミー・ヘイガー、パンドラ (歌手)のアルバム、アメリカの特撮映画『パワーレンジャー・映画版』のサントラ、RUSHのトリビュート・アルバムなどに参加。EUROPE、SINNER、NOKKOへの楽曲提供、Jun Senoueが手がけたセガのゲームソフトのサントラに参加など、多岐に渡る。かなりのゲーマーで、セガの「THE AMAZING SPIDERMAN」と「DAYTONA USA CIRCUIT EDITION」のサントラに参加している。1997年、女性ロックボーカリスト・須藤あきらのアルバム『UNITED STATE OF MIND』をプロデュース、デュエットシングル「The Face Of Love」も、国内で発売。1997年、アメリカのテレビドラマ『MAD ABOUT YOU』のサントラで、「I Love The Way You Love Me」を歌い、PVを制作。前妻のステイシーと仲良く街を歩くという内容だった。
MR. BIGが活動休止していた1998年には、11年ぶりのソロ名義アルバム『SOMEWHERE IN THE MIDDLE』を発表。同年秋に、かつてERIC MARTIN BANDで共に活動していたドラマー、トロイ・ルケッタ（現TESLA）を含むバンドを率いて初の単独来日公演を行った。また日本テレビ『THE夜もヒッパレ』に出演し、GLAYの「誘惑」をほぼ完璧な日本語で歌った。
活動休止やメンバー交代などの紆余曲折を経て、2002年2月にMR. BIGが解散。同時に、415時代からエリックのマネージャーを務めていたサンディ・アインシュタインと決別している。

### 2002年～現在
2002年、MR. BIG解散直後にソロ・アルバム『I'M GOIN' SANE』をポニーキャニオンから発表。日本のライターによって書かれた「Fly」がアサヒスーパードライのCMに起用され、日本のお茶の間に流れた。本作に伴う小規模の日本ツアーも行われた。同年に、「Sucker For A Pretty Face」（同名アルバム収録）や「Pictures」（『ERIC MARTIN』収録）などを取り上げたアコースティック・アルバム『PURE』を発表。
2003年、当時17歳のギター少年クリス・ウィルソンや、HAREM SCAREMのハリー・ヘス、NIGHT RANGER（当時）のジェフ・ワトソンをゲストに迎えたソロ・アルバム『DESTROY ALL MONSTERS』を発表。ポニーキャニオンからの作品発表は、本作が最後となった。
2004年、B'zのギタリスト、松本孝弘のTMG（Tak Matsumoto Group）にボーカルとして参加し、サマーソニック出演や日本武道館公演を含む、約一ヶ月に渡る日本ツアーが行われた。この時の日本武道館公演が、『DODGE THE BULLET』(DVD/VHS)として発売されている。
TMG後はしばらく育児に専念していた。2005年頃にフォリナーのミック・ジョーンズから連絡があり、フォリナーに加入してほしいと熱心に誘われたが、MR. BIGの復活の道を残しておきたい（そのために体を空けておきたい）、家族と過ごす時間を大切にしたい、といった理由で加入を断った。
その後2006年頃から活動再開し、バンドを率いて南米、ヨーロッパ、オーストラリア、インドなど世界各地をツアーしており、リッチー・コッツェンとのジョイント・ツアーを行ったり、2007年2月に初ライブを行ったバンド「スクラップメタル」に参加するなどの活動を展開していた。
ライブ活動は活発であったものの新しい作品の発表が途絶えており、日本では表舞台から姿を消してしまったかのような印象であった。しかし2008年11月に、日本のソニーの企画によるJ-POPのカヴァー集『MR. VOCALIST』が発表され、日本の各メディアで話題となりオリコン洋楽チャート1位を獲得、折からのカヴァー・アルバム・ブームに乗り大ヒットとなった。本作のヒットを機に、ポニーキャニオン時代の3作品が紙ジャケット仕様のHQCDで再発された。
2009年3月には第二弾『MR. VOCALIST 2』（洋楽カヴァー）を発表、発売日にはTMG以来約5年ぶりの来日公演を渋谷duoで行った。観客は『MR.VOCALIST』を購入し、応募した人から抽選で250組500名が招待され、一夜限りとなったライブは同年6月にDVD『MR. VOCALIST - A SPECIAL NIGHT IN TOKYO - 』として発売された。2009年3月のライブで、絢香と彼女のデビュー曲「I Believe」をデュエットした。この時の映像は日本のニュース番組や音楽番組等で一部公開されたが、のちに発売されたDVDには収録されなかった。DVDの初回盤特典である同ライブのCDにも収録されていない。その理由は、絢香の事務所（研音）から収録しないで欲しい旨の要請があった（許可が下りなかった）ためである。
2009年にはMR. BIGがオリジナル・メンバーで再結成し、東京のハードロックカフェで記者会見を行った。同年6月5日の札幌公演を皮切りに、オリジナルMR. BIGとしては1996年以来となる日本ツアーが行われた。
2015年7月には、ボックスCDプロモーションを兼ねて日本では初めてのアコースティック・ソロ・ツアーが行われた。そのために6月の下旬に来日したが成田空港でファンからのサイン攻めにあっているところをテレビ東京の『YOUは何しに日本へ』の取材を受けた。「歌ってください」という取材陣の要望に応じ、ファンらのコーラスとともに「To Be With You」のさわりを歌って見せた。
2017年、Eric Martin USA Pop Brigadeを率いて来日公演を開催。

## 私生活
私生活では1999年頃に最初の妻・ステイシーと離婚し、2002年にデニースと再婚。2004年に双子の息子達が生まれている。デニースは出産前はドラマーとしてエリックのバンドに参加していた。2000年に父、2009年に母を亡くしている。息子のディランとジェイコブに、水泳とテコンドーを習わせている。
長くサンフランシスコに住んでいたが、現在はサンラフェル在住。

## 作品

### スタジオ・アルバム
- Eric Martin (1985年)
- I'm Only Fooling Myself (1987年)
- Soul Sessions - The Capitol Years (1996年)
- Somewhere In The Middle (1998年)
- I'm Goin' Sane (2002年)
- Pure (2002年)
- Destroy All Monsters (2003年)
- Mr. Vocalist (2008年)
- Mr. Vocalist 2 (2009年)
- Mr. Vocalist X'mas (2009年)
- Mr. Vocalist 3 (2010年)
- Mr. Rock Vocalist (2012年)

### ベスト・アルバム
- Soul Sessions: The Capitol Years (1996年)
- Love Is Alive ~Works of 1985-2010~ (2010年)
- Mr. Vocalist Best (2010年)

### シングル
- THE FACE OF LOVE (1997年) - 須藤あきらとのコラボレート
- I Love The Way You Love Me (1997年)
- Fly On A Wall (1998年)

### 映像作品
- Mr. Vocalist ~ A Special Night In Tokyo (2009年)
- Over Japan (DVD+2CD、7DVD＋2CD ほか) (2016年)

### グループ作品

#### Eric Martin Band
- Sucker For A Pretty Face (1983年)

#### TMG
- OH JAPAN 〜OUR TIME IS NOW〜 (CD)  (2004年)
- TMG I (CD+DVD、CD) (2004年)
- Dodge The Bullet (DVD、VHS) (2004年)
- TMG II (CD、CD+Blu-ray、CD+Goods) (2024年)

### 客演作品
- Big Trouble – Big Trouble (1987年)
- マイケル・ボルトン – The Hunger (1987年)
- Signal – Loud & Clear (1989年)
- トッド・ラングレン – Nearly Human (1989年)
- ヨーロッパ – Prisoners in Paradise (1991年)
- ローラ・ブラニガン – Over My Heart (1993年)
- サミー・ヘイガー – Marching to Mars (1997年)
- モグ/ウェイ – Edge of the World (1997年)
- Lebocat – Flo's Barbershop (2002年)
- Harry Hess – Just Another Day (2003年)
- 竹内まりや – Sincerely, Vol. 2: Mariya Takeuchi Song Book (2003年)
- V.A. – Genius: A Rock Opera, Episode 2: In Search of the Little Prince (2004年)
- Richie Zito's Avalon – Avalon (2006年)
- V.A. – Genius: A Rock Opera, Episode 3: The Final Surprise (2007年)
- テッド・ニュージェント – Love Grenade (2007年)
- T-SQUARE – 33 (2007年)
- 瀬上純 – THE WORKS (2009年)
- SIAM SHADE Tribute｢LOVE｣ (2010年)
- Pushking – The World as We Love It (2011年)
- Avantasia – The Mystery of Time (2013年)
- Mägo de Oz – "Celtic Land" (2013年)
- Avantasia – Ghostlights (Digibook edition bonus live disc) (2016年)
- Avantasia – Moonglow (2019年)
- Chuck Wright - Chuck Wright’s Sheltering Sky (2022年)

ほか

## 日本公演
1998年
- Somewhere In The Middle Tour
  - 10月5日(月) 仙台(七ヶ浜)・国際村ホール
  - 10月6日(火) 高崎・高崎市文化会館
  - 10月8日(木) 横浜・横浜ベイホール
  - 10月10日(土) 大阪・国大阪厚生年金会館中ホール
  - 10月12日(月) 福岡・クロッシングホール
  - 10月13日(火) 鹿児島・鹿児島市民文化ホール
  - 10月15日(木) 広島・南区民文化センター
  - 10月16日(金) 神戸・チキンジョージ
  - 10月17日(土) 名古屋・ダイアモンドホール
  - 10月19日(月) 東京・東京厚生年金会館

2003年
- I’m Goin’ Sane Tour
  - 1月22日(水) 大阪・ON AIR 大阪
  - 1月24日(金) 名古屋・ボトムライン
  - 1月25日(土) 東京・赤坂BLITZ
  - 1月28日(火) 札幌・ザナドゥ

2009年
- Mr. Vocalist Tour
  - 12月2日(水) 名古屋・愛知県勤労会館
  - 12月5日(土) 大阪・NHK大阪ホール
  - 12月7日(月) 東京・オーチャードホール

2015年
- Over Japan Tour
  - 7月12日(日) 石巻・BLUE RESISTANCE
  - 7月13日(月) 札幌・cube garden
  - 7月14日(火) 東京・赤坂BLITZ
  - 7月16日(木) 福岡・DRUM LOGOS
  - 7月17日(金) 熊本・B.9 V1
  - 7月19日(日) 大阪・サンケイホールブリーゼ
  - 7月21日(火) 名古屋・ダイアモンドホール

2017年
- Eric Martin USA Pop Brigade
  - 4月24日(月) 東京・渋谷クラブクアトロ
  - 4月25日(火) 東京・渋谷クラブクアトロ
  - 4月26日(水) 大阪・梅田クラブクアトロ
  - 4月28日(金) 札幌・ZEPP SAPPORO

2024年
- BIG Night (featuring Li-sa-X)" for Voice Of Youth Japan
  - 12月18日(水) 東京・日本橋三井ホール

- Mr. Vocalist 15th Anniversary Japan Tour
  - 12月20日(金) 大阪・ビルボードライブ大阪
  - 12月22日(日) 東京・ビルボードライブ東京